# Dune (mini-série)
Pour les articles homonymes, voir Dune (homonymie).
 (décembre 2021).
Si vous disposez d'ouvrages ou d'articles de référence ou si vous connaissez des sites web de qualité traitant du thème abordé ici, merci de compléter l'article en donnant les références utiles à sa vérifiabilité et en les liant à la section « Notes et références ».
Les Enfants de Dune
Dune (Frank Herbert's Dune) est une mini-série italo-germano-canado-américaine en trois parties totalisant 265 minutes, adaptée et réalisée par John Harrison d’après l’œuvre éponyme de Frank Herbert et diffusée à partir du 3 décembre 2000 sur Sci Fi Channel.
Au début du film, le jeune Paul Atréides quitte sa planète natale de Caladan pour Arrakis, planète connue de tout l'Univers pour sa très convoitée épice aux propriétés complexes. Sur Arrakis, son père, le duc Leto Atréides, sa mère Dame Jessica et lui devront affronter plusieurs dangers, dont les tueurs aux ordres du baron Vladimir Harkonnen, les natifs de la planète (les Fremen), le désert à perte de vue et les immenses vers qui semblent obéir à de mystérieuses règles. Au terme de plusieurs combats, tant sur la planète que dans son esprit, Paul prendra le contrôle effectif de la planète, devenant de fait le maître de l'Univers.
En France, la mini-série a été diffusée en juillet 2001 sur Canal+ puis en 2004 sur M6.
Également disponible en DVD sorti le 25 octobre 2001 sous forme d'un coffret de deux DVD regroupant les trois épisodes ainsi que des bonus (making of, galerie photos, making of, bande-annonce et démo du jeu vidéo).

## Synopsis
Dans un futur lointain, l'humanité a colonisé l'espace, les maisons nobles se battent pour le pouvoir. Le noble duc Leto Atréides se voit confier la domination féodale sur la planète désertique Arrakis par l'empereur Shaddam IV. Ce monde désolé recèle d'énormes richesses, car ce n'est qu'ici que l'on peut obtenir « l'Épice », une drogue qui fait croître l'esprit et qui est essentielle pour les voyages spatiaux interstellaires dans l'Empire.
Mais le baron Vladimir Harkonnen, dont la maison est ennemie des Atréides depuis toujours, forge des plans sinistres pour détruire Leto et sa famille et reprendre le contrôle d'Arrakis. Avec l'aide de l'empereur, qui n'a pas d'héritier mâle et craint la popularité croissante des Atréides, les Harkonnen détruisent les défenses du duc, qui est en même temps immobilisé par le traître au service des Harkonnen, son médecin personnel, le Dr. Yueh. Cependant, cela lui donne également l'occasion de se venger du baron en introduisant une dent artificielle à gaz toxique sur le duc. Gurney Halleck le maitre d'arme découvre la présence de Sardaukars de l'empereur parmi les assaillants. La concubine Bene Gesserit de Leto, Jessica, est retenue prisonnière puis envoyée dans le désert. Le plan de Huey échoue car Vladimir le fait assassiner et seul le conseiller Piter De Vries et ses gardes sont victimes du gaz toxique.
Bien que le plan du baron fonctionne en grande partie et que le duc meure, Jessica et son fils Paul sont déposés dans la nature sauvage de la région désertique mais sont secourus par Duncan Idaho. Pourchassés par les chasseurs Harkonnen, Jessica et Paul leur échappent en passant à travers une tempête de sable. Après avoir trouvé un nouveau foyer chez les énigmatiques Fremen, les habitants du désert, le jeune fils du duc, sous la supervision de son protecteur Stilgar, devient un puissant adversaire pour les Harkonnens et l'Empereur : lui et sa mère enseignent aux Fremen les arts du Bene Gesserit et en font une armée massive qui rend les Harkonnens agités par des attaques surprises. Jessica donne naissance à la sœur de Paul surnaturellement douée des pouvoirs Bene Gesserit, Alia, tandis que Paul prend la belle inconnue Chani comme compagne avec qui il a un fils Leto. Paul se rend compte avec horreur que le baron Harkonnen est son grand-père biologique. Sa mère, Dame Jessica, était secrètement la fille du baron. Cependant, cela lui a été caché, de sorte qu'elle ne savait rien de sa lignée. Paul se rend compte que dans certains cas, il a des comportements similaires à ceux de son grand-père.
Finalement, l'empereur lui-même, le baron Harkonnen et les autres grandes maisons avec une énorme armée se rassemblent sur Arrakis pour prendre le contrôle de la production de l'épice. Lors d'une attaque des troupes de l'Empereur, le fils de Paul est tué et Alia est enlevée. À ce moment-là, Paul, maintenant connu sous le nom du messie Fremen Muad'Dib, lance une attaque : il attaque la capitale Arakeen avec des armes nucléaires et des dizaines de vers des sables. Alia est présentée à l'empereur et tue son grand-père, le baron Vladimir Harkonnen, avec l'agent neurotoxique d'un "Gom-Jabbar". 
Paul arrête Shaddam IV et, avec le soutien des Fremen, revendique le trône de l'univers en faisant un chantage sur la destruction totale de l'épice. Après un duel final avec Feyd-Rautha, le neveu du baron, il accepte d'épouser la fille de Shaddam, la princesse Irulan, et devient le nouvel empereur. Alors que ses armées Fremen partent à la conquête de l'univers, il reste fidèle à son seul véritable amour, sa concubine Chani.

## Distribution
- William Hurt (VF : Richard Darbois) : Leto Atréides
- Alec Newman (VF : Damien Boisseau) : Paul Atréides
- Saskia Reeves (VF : Frédérique Tirmont) : Jessica Atréides
- Ian McNeice (VF : Jean-Michel Farcy) : Baron Vladimir Harkonnen
- Giancarlo Giannini (VF : Marcel Guido) : Empereur Shaddam IV
- Uwe Ochsenknecht (VF : Vincent Grass) : Stilgar
- Barbora Kodetova (VF : Véronique Desmadryl) : Chani
- James Watson (en) (VF : Patrick Borg) : Duncan Idaho
- Jan Vlasák (VF : Richard Leblond) : Thufir Hawat
- P. H. Moriarty (VF : Vania Vilers) : Gurney Halleck
- Robert Russell : Dr Wellington Yueh
- Laura Burton (VF : Fily Keita) : Alia Atréides
- Matt Keeslar (VF : Pierre Tessier) : Feyd-Rautha Harkonnen
- László I. Kish (de) (VF : Marc Alfos) : Glossu Rabban
- Jan Unger (VF : Jean-Pierre Leroux) : Piter De Vries
- Julie Cox (VF : Juliette Degenne) : Princesse Irulan Corrino
- Miroslav Táborský : Comte Hasimir Fenring
- Zuzana Geislerová (cs) : Révérende Mère Gaius Helen Mohiam

## Commentaires
La statue de Mahdi à Sietch Tabr fut inspirée par les Bouddhas de Bâmiyân qui furent détruits par les Talibans en mars 2001.
Une suite, intitulée Les Enfants de Dune (Children of Dune) a été tournée en 2003.
On retrouve l'univers visuel de Mœbius dans ce téléfilm.
Qu'il s'agisse des couleurs, des costumes ou des personnages, Mœbius et Jodorowsky ont travaillé en 1974 sur le story board et l'univers visuel de Dune pour en faire une adaptation cinématographique.

## Récompenses
- Emmy Award 2001 : Meilleurs effets spéciaux dans une série
- Emmy Award 2001 : Meilleur directeur de la photographie pour Vittorio Storaro